# Oude Noorden
Het Oude Noorden is een wijk in het noorden van Rotterdam en maakt deel uit van het stadsdeel Rotterdam-Noord. De wijk wordt in het noorden begrensd door het Noorderkanaal en grenst aan de wijk het Liskwartier in het noorden, de Agniesebuurt in het westen en het water van de Rotte in het oosten, waaraan Rotterdam zijn naam dankt. Over de Noorderbrug in het oosten ligt Crooswijk.
Anno 2025 is het Oude Noorden een uitgesproken multi-etnische wijk. In de tot Noorderboulevard omgedoopte Zwart Janstraat en Noordmolenstraat en in het aanliggende Zwaanshals is daardoor een zeer divers winkelaanbod ontstaan. Gemeente en woningcorporaties willen de wijk weer op de kaart zetten als aantrekkelijke woonwijk nadat de wijk jarenlang door onder andere drugsproblemen en verpaupering was geteisterd.

## Voorgeschiedenis
Het gebied dat nu het Oude Noorden heet, behoorde tot de 19e eeuw tot de ambachtsheerlijkheid Blommersdijk. Het Zwaanshals wordt al in de 16e eeuw vermeld. Dit was zowel het buurtje als de naam van een huis, De Swaenshals. De naam komt waarschijnlijk van de bocht die de Rotte hier maakt. Blommersdijk wordt al in de 13e eeuw genoemd. Er werden ook verschillende buitenplaatsen aangelegd, zoals Soetendaal, waaraan de Soetendaalseweg zijn naam dankt.

## De aanleg van de wijk
Het Oude Noorden is een typische eind negentiende-eeuwse woonwijk die bestemd was om de overvolle binnenstad van Rotterdam te ontlasten. Rond 1870 verschenen de eerste woningen aan de net aangelegde Noordsingel die deel uitmaakte van het singelplan van stadsarchitect Willem Nicolaas Rose.
Aan de Noordsingel mochten geen arbeiderswoningen worden gebouwd. Voor de rest van de wijk waren ruime straten met grote bouwblokken voorzien. Dit liep echter anders. Vanaf 1872 namen door de aanleg van de Nieuwe Waterweg de handel en industrie een hoge vlucht, waardoor veel mensen van buitenaf werden aangetrokken. Doordat speculanten grote stukken bouwgrond hadden opgekocht werd die grond steeds duurder. Omdat nog rendabel te kunnen bouwen werden de vele particuliere plannen aan elkaar geplakt. De straten werden smal en de huizen staan dicht opeen. Tussen 1870 en 1930 breidde de wijk steeds verder naar het noorden uit, en in 1903 werd er voor gekozen een deel van het grondgebied van de gemeente Hillegersberg bij wijk te voegen.

## De Rotte
Langs dit water was in die tijd een rommelig geheel ontstaan tussen de Zwaanshals en de Rotte. Veel bedrijven, slechte woonhuizen, een melkmarkt met daarnaast een stortplaats voor de vuilnisschepen en een groentemarkt op het Noordplein. Pas in de jaren dertig van de 20e eeuw werden de oude bedrijven vervangen door nieuwe woningen en werd de houtzaagmolen De Zwaan afgebroken, waarna de Zaagmolendrift en de Zaagmolenbrug konden worden aangelegd, waardoor de situatie aanmerkelijk werd verbeterd.

## Architectuur

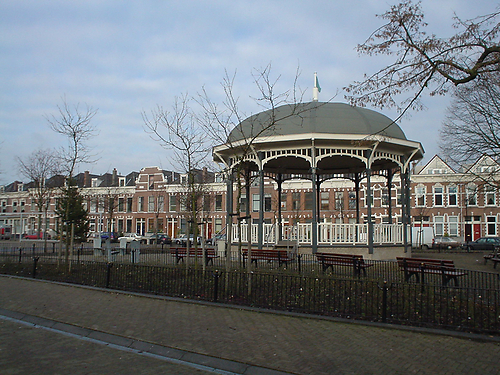
Pijnackerplein

Het Oude Noorden is een mengelmoes van bouwstijlen. Het meest opvallend zijn de stijlen van rond 1900 en die van de stadsvernieuwing in de jaren tachtig van de 20e eeuw. De wijk is compact gebouwd met een hoog aantal inwoners per vierkante kilometer. Bekende gebouwen zijn de muziektent op het Pijnackerplein en het klooster aan de Ruivenstraat. De neogotische Sint/Hildegardiskerk op de Blommerdijkschelaan uit 1891 van architecten Evert en Albert Margry is vernoemd naar Hildegard van Bingen en is een Rijksmonument. In de Derde Pijnackerstraat bevindt zich het gebouw waar de oudste wijkbibliotheek van Nederland was gevestigd. Zo valt ook het Heliport ook onder de bijzondere architectuur.

## Televisieserie
De wijk werd begin jaren negentig gebruikt als het decor van de VARA televisieserie Het Oude Noorden naar het voorbeeld van de Britse soap EastEnders die zich afspeelt in het East End van Londen. De samenstellingen en omstandigheden van de bevolking zouden vergelijkbaar zijn. De serie werd geen succes.

## Bekende inwoners
Er zijn diverse bekende Nederlanders uit het Oude Noorden afkomstig. In de wijk geboren zijn Coen Moulijn (Bloklandstraat 14), Willem de Kooning (Zaagmolenstraat 13 (is nu nr. 11), Gerrit den Braber, Wim Jansen en Faas Wilkes. Voor voetballer Coen Moulijn is een monument opgericht, het Muurtje van Coen Moulijn. Het staat in de Bloklandstraat waar hij jaren woonde; de straat overigens waar ook Wim Jansen opgroeide.